# Мурад Мелкі
Мурад Мелкі (араб. مراد المالكي, нар. 9 травня 1975, Жерісса) — туніський футболіст, що грав на позиції півзахисника.
Виступав, зокрема, за клуб «Есперанс», а також національну збірну Тунісу.

## Клубна кар'єра
У дорослому футболі дебютував 1995 року виступами за команду клубу «Олімпік» (Беджа), в якій провів чотири сезони, взявши участь у 110 матчах чемпіонату. 
У 1999 році перейшов до клубу «Есперанс», за який відіграв 8 сезонів. Більшість часу, проведеного у складі «Есперанса», був основним гравцем команди.

## Виступи за збірну
У 1998 році дебютував в офіційних матчах у складі національної збірної Тунісу. Протягом кар'єри у національній команді, яка тривала 6 років, провів у формі головної команди країни 20 матчів, забивши 2 голи.
У складі збірної був учасником чемпіонату світу 1998 року у Франції, чемпіонату світу 2002 року в Японії і Південній Кореї, Кубка африканських націй 2002 року у Малі.